# Panatinaikos
Panatinaikos Atlitikos Omilos (grč. Παναθηναϊκός Αθλητικός Όμιλος) je grčki sportski kolektiv iz Atine. Poznat je i kao Panatinaikos ili prostije, i kao PAO. Panatinaikos je jedan od najvećih i najuspješnijih grčkih sportskih kolektiva. Ekipe i pojedinci koji su nastupali za taj tim u različitim sportovima su osvojili ukupno 326 priznatih naslova. 
Klub je osnovao Georg Kalafatis 1908. godine. Tokom istorije, klub je imao 24 sportska kolektiva u različitim sportovima. Danas tri sportska kolektiva koriste ime Panatinaikos: fudbalski klub (FK Panatinaikos), košarkaški klub (KK Panatinaikos) i odbojkaški klub (OK Panatinaikos).